# プログレスM-7
プログレスM-7はソビエト連邦が1991年にミール宇宙ステーションの補給のために打ち上げたプログレス補給船。ミールに訪れた64機のプログレスのうち25機目であり、プログレス-M前期型で、シリアル番号は208番であった。

## 搭載貨物
ミールE0-8のクルー用の食料、水、酸素などを積んでおり、科学研究用の物品類、軌道補正マニューバ用燃料などが積まれていた。また、ミールから物品を地上に持ち帰るためのVBKラドゥガを積んでいた。

## 運用
プログレスM-7は1991年3月19日13時5分15秒にバイコヌール宇宙基地1/5発射台からソユーズ-U2で打ち上げられた。プログレスM-7はミールとのドッキングを3回試みており、最初のドッキング試行は3月21日14時28分(GMT)に行われ、結果としてドッキング試行中止までにミールの500mの範囲に接近した。2回目の試行は3月23日に行われ、ミールから50mの位置で近接は中止されたが、保持位置に移動する前の問題が調査されている間に5mの位置を通過した。最初の2回の試行はクバント1モジュールの後方ドッキングポートを使っており、3回目はミールコアモジュールの前方ポートを利用することが決められた。3月26日10時12分0秒(GMT)にコアモジュールの前方ポートに接続されていたソユーズTM-11がドッキングを解除され、先立ってステーションの周りを飛び、10時58分59秒にクバント1にドッキングした。その後M-7はコアモジュール前方ポートに3月28日12時2分28秒(GMT)にドッキングした。
M-7がドッキングしている39日の間、ミールは365kmから388kmの高度を、51.6度の軌道傾斜角で周回していた。M-7は同年5月6日22時59分36秒(GMT)にドッキングを解除し、翌日の16時24分0秒に軌道を離脱し、太平洋上で大気圏に再突入し破壊された。
ラドゥガカプセルは軌道離脱噴射前に展開され、ロシア・ソビエト連邦社会主義共和国に17時20分(GMT)に降下したが、回収の努力は成功しなかった。